# Voulmentin
Voulmentin è un comune francese di 1 112 abitanti situato nel dipartimento delle Deux-Sèvres nella regione della Nuova Aquitania. È nato il 1º gennaio 2013 dalla fusione dei comuni di Saint-Clémentin e Voultegon. Il capoluogo è stato fissato a Saint-Clémentin.